# Marc-la-Tour
Marc-la-Tour község Franciaországban, Corrèze megyében. 2019. január 1-jén Lagarde-Enval korábbi községgel egyesült és az így létrejött Lagarde-Marc-la-Tour új község része lett.
Lakosainak száma 143 fő (2018. január 1.). Marc-la-Tour Forgès, Ladignac-sur-Rondelles, Lagarde-Enval, Pandrignes, Saint-Paul és Saint-Sylvain községekkel határos.

## Népesség
A település népességének változása:
| Lakosok száma | 161  | 154  | 135  | 153  | 154  | 167  | 164  | 158  | 151  | 143  |
|               | 1968 | 1975 | 1982 | 1999 | 2006 | 2011 | 2013 | 2016 | 2017 | 2018 |